# سازگاری‌گرایی

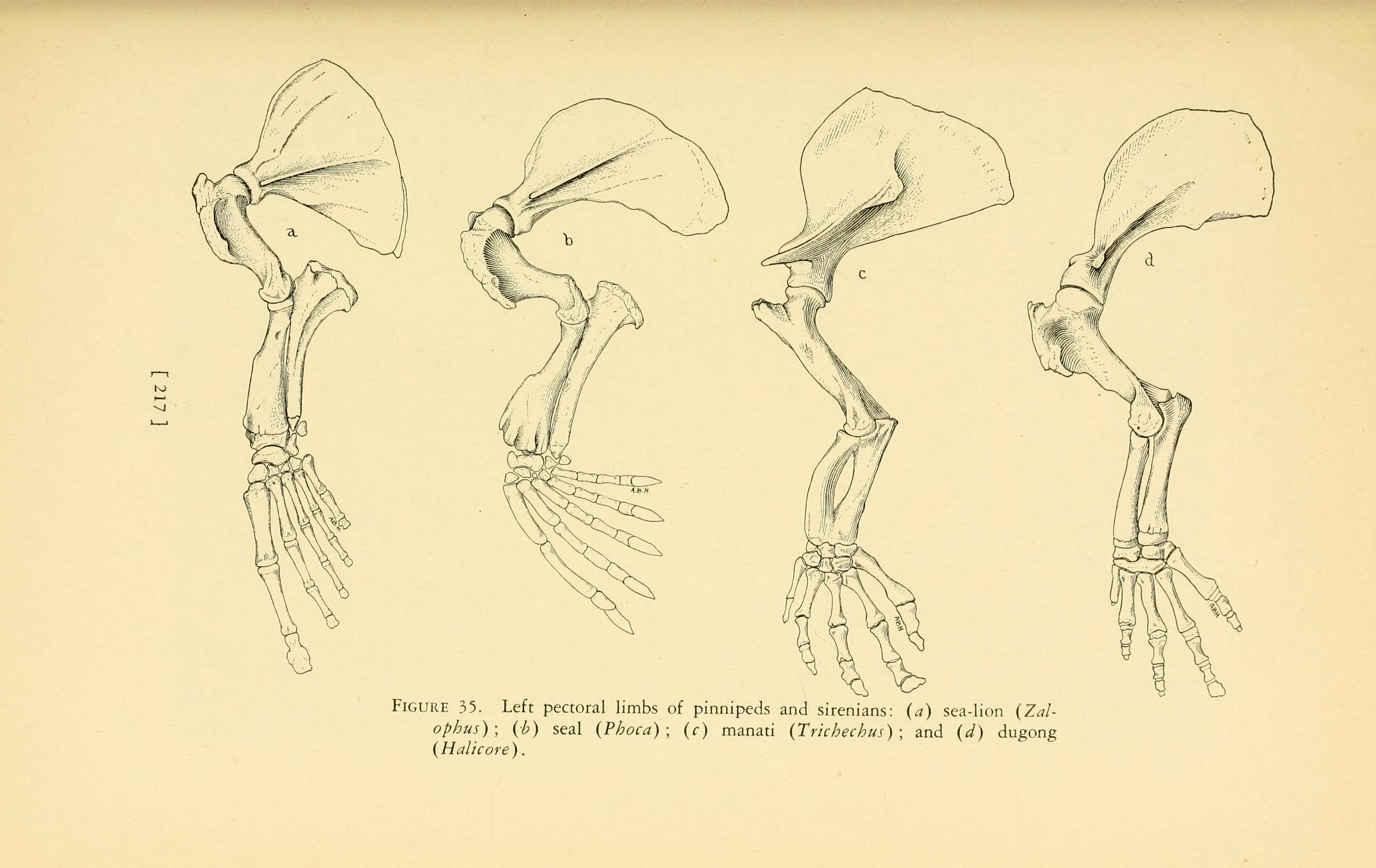
پستانداران آبزی; سازگاری آنها با زندگی در آب

سازگاری‌گرایی یا سازگارگرایی (به انگلیسی: Adaptationism) (که همچنین به عنوان کارکردگرایی شناخته می‌شود) دیدگاه داروینی است که بسیاری از ویژگی‌های فیزیکی و روانی جانداران را سازگاری تکامل‌یافته می‌داند. پان-سازگاری‌گرایی شکل قوی این گرایش است که از سنتز مدرن اوایل قرن بیستم ناشی می‌شود، که همه صفات بر اثر سازگاری هستند، دیدگاهی که اکنون تنها چند زیست‌شناس به آن باور دارند.